# くにっこ

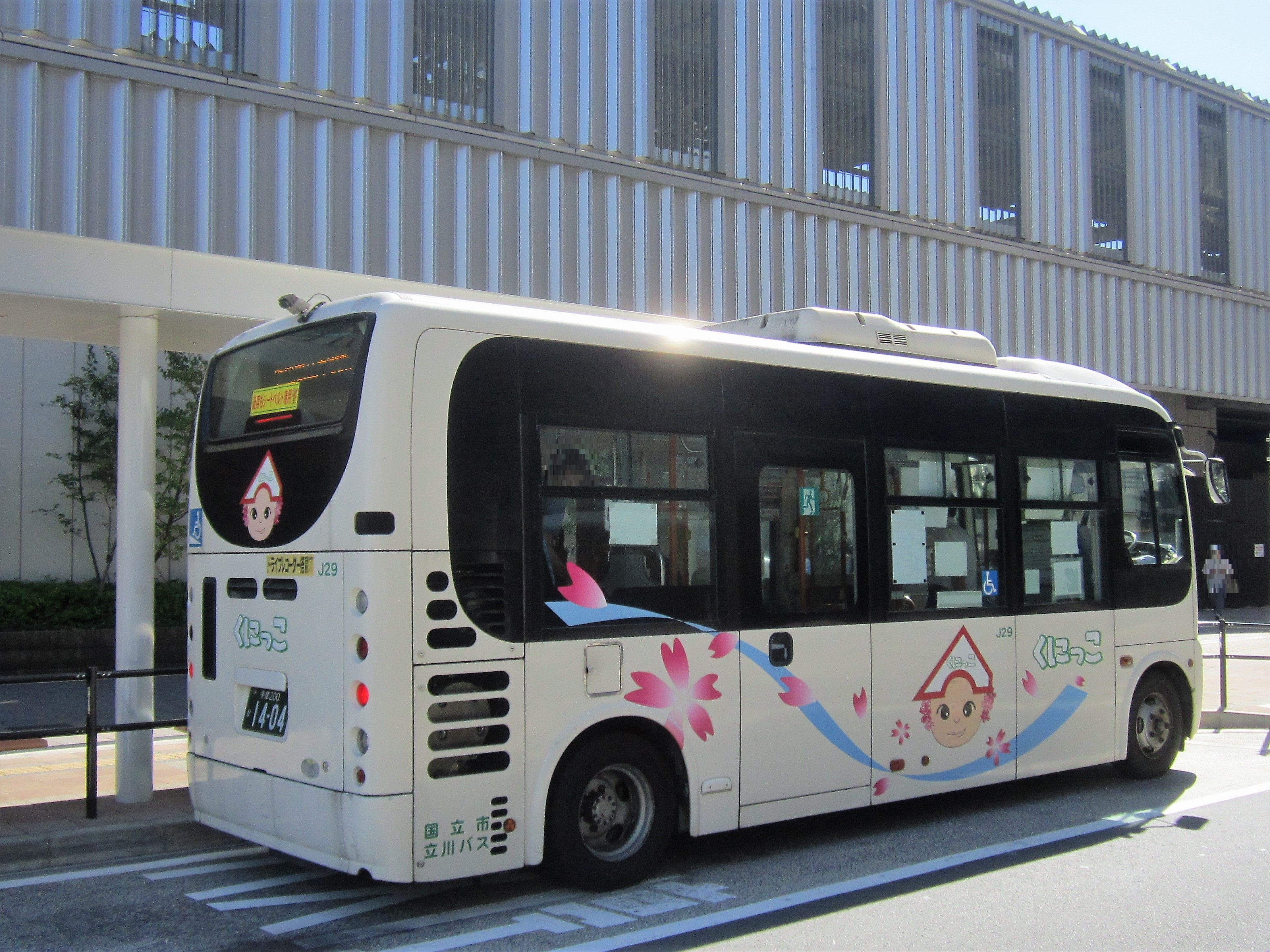
「くにっこ」の車体イラスト (J29)

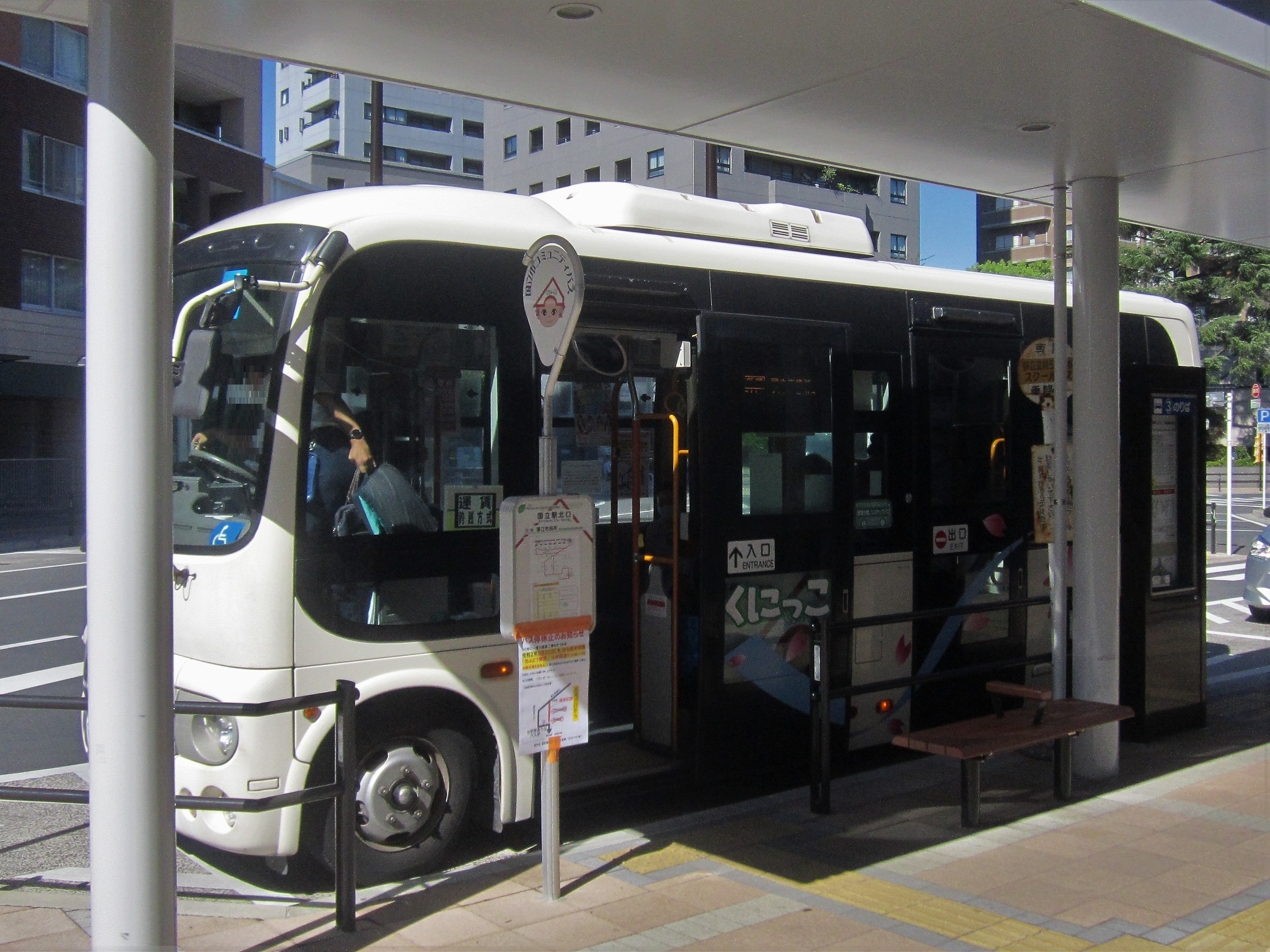
「くにっこ」の車両と専用バス停留所 (J29)
国立駅北口

くにっこは、東京都国立市が運行するコミュニティバス。2003年3月8日運行開始運行開始。愛称と車体デザインは市民公募で選ばれた。立川バス上水営業所へ運行委託している。
白色ベースの車体には、子供のキャラクター「くにっこ」が描かれており、国立駅旧駅舎のシンボルである三角屋根の帽子をかぶっている。
ワンボックスカーを使用したコミュニティワゴン「くにっこミニ」も運行されていたが、本格運行への移行に伴い「あおやぎっこ」に名称変更された。

## 概要
国立市は面積は狭いものの、鉄道路線は東西方向に走るJR中央線と市南部を通るJR南武線のみで、また市内の道路は狭隘区間が多く、一般路線バスの運行が困難なため公共交通機関がない地域が存在していた。こうした交通空白地域の問題を解決するため、国立市役所は2000年から部局を横断する形で検討会を設置した。地域住民に対するアンケート調査も行われ、これらを基にして2001年には「国立市コミュニティバス協議会設置要綱」を制定し、学識経験者、関係行政機関の代表、事業者団体等の代表、市民などからなる協議会を設置した。
この中で「既存の交通手段では対応の難しい交通不便地域におけるモビリティを確保するバス」を中心に据えた、コミュニティバスの4つのコンセプトを提起した。さらに、コンサルタントによる調査や市民のニーズなどをすり合わせることにより、どのような路線が適切であるのかの検討を行い、市内の鉄道駅のうち国立駅と市役所をはじめとした公共施設集積地区を結ぶルートを提言することとなった。しかし、市の財政状況が厳しいこともあり、必要性の高い北西中地区で先行して取り組むこととし、ほか2ルートは中長期的に対応することとした。またそのほかに、運賃や運行形態などについての提言が行われた。
2台のバスを用いた47分に1本というサービスレベルでありながら、運行開始当初から1日600人程度の利用が見られた。そのうち4割は東京都シルバーパスを利用した高齢者であり、交通弱者の外出支援としての役割を十分に果たしているといえた。またシルバーパス利用者が多いにもかかわらず、国立市の補助金支出は当初の見込みを下回ることとなった。

## 沿革
- 2003年（平成15年）
  - 3月8日 - 運行開始[1]。

メインルートとなる「北西中」ルートと、区間便である「北ルート」の2路線で運行開始[1]。
運賃は大人170円・小人90円均一、未就学児は無料[1]。専用回数券（11枚綴り1,700円）を車内で発売[1]。
東京都シルバーパスは利用可能。立川バス定期券、バス共通カードは利用不可[1]。
3月8日午前9時から「くにたち北市民プラザ」広場で出発式が行われた[1]。
当日は運行開始を記念して無料乗車とされた[1]。
専用車両として、初代ポンチョが2台（J22・J23号車）用意された[4]。
  - 6月 - 中央線連続立体交差事業により国立駅高架化工事開始。
- 2006年（平成18年）
  - 3月20日 - 2006度予算案に、くにっこ青柳・泉ルート、矢川ルートの予算を計上[5]。
  - 4月18日 - くにっこ青柳・泉ルートを運行開始[6]。

青柳・泉ルート、矢川ルートの開業を計画していたが、道路整備が進んでいる青柳・泉地区で先行開業が決定[6]。
『市報くにたち』2006年4月5日号と同時に、くにっこの路線図を掲載したパンフレットを配布した。
車両は1台で、青柳ルート、泉ルートを交互に運行する[6]。車両購入までは立川バスの一般車両（小型車）で代用する[6]。
  - 11月 - 2代目ポンチョのJ29号車を増車[4]。
- 2010年（平成22年）11月7日 - 西国分寺駅 - 立川駅間が高架化。国立駅が高架駅となる。
- 2012年（平成24年）1月 - 初代車両のJ22号車を、2代目ポンチョのJ34号車に代替[4]。
- 2014年（平成26年）
  - 4月15日 - この日の最終便をもって、くにっこ青柳・泉ルート（青柳コース、泉コース）が運行休止[7]。

これに伴い、初代車両のJ23号車が廃車となる[4][7]。
  - 4月16日 - くにっこ青柳・泉ルートの代替として、コミュニティワゴン「くにっこミニ」の試行運行（最長3年間）を開始[8]。
- 2015年（平成27年）3月31日 - くにっこ青柳・泉ルートが正式に路線廃止となる[9]。
- 2017年（平成29年）4月1日
  - くにっこの運賃を改定、大人180円・小人90円に値上げ。同時に交通系ICカード（PASMO・Suica等）に対応。
  - コミュニティワゴン「くにっこミニ」試行運行を延長[8]。

青柳地区には一般路線バスがなく、かつ目標値とされた「月平均の利用者が一日あたり50人」を上回る月が複数あったため運行を継続[8]。
- 2018年（平成30年）
  - 10月2日 - ユニバーサルタクシー（日産・NV200バネットタクシー）を使用したデマンド型交通（予約制乗合タクシー）を、谷保地区・泉地区で3か月間の試験運行開始[10]。
  - 12月27日 - デマンド型交通の試験運行を終了[10]。38日間228便を運行したものの、試験運行期間を通して利用者はわずか6人と、極めて低調な結果に終わる[11]。
- 2019年（平成31年）
  - 4月 - コミュニティワゴン青柳ルートの本格運行が決定[8]。
  - 6月 - 沿線住民と商店街「矢川メルカート商店会」会員による投票で、コミュニティワゴン青柳ルートの愛称が「あおやぎっこ」に決定[12]。
  - 9月8日 - 青柳稲荷神社で毎年開催される「青柳祭り」（主催：青柳若葉会）[13]で「あおやぎっこ」新車両が披露される[14]。車両デザインも一新された。
- 2020年（令和2年）1月6日 - くにっこで「高架下駐輪場前」停留所を供用開始[15]。
- 2021年（令和3年）4月1日 - 立川バスがバス利用特典サービス（バス特）を終了[16]。
- 2024年（令和6年）8月1日 - 普通運賃改定、大人210円・小人110円。

## 運行内容

### 運賃
くにっこ、あおやぎっこともに運賃は全線均一。定期券の設定はない。
くにっこ
くにっこでは、運行開始当初は大人170円・小人（小学生）90円均一であった。運行開始時から東京都シルバーパスが利用できるが、バス共通カードには対応していなかった。
2017年4月1日に運賃改定し、大人180円・小人90円均一（IC運賃：大人178円・小人89円）となった。また同日からPASMO・Suica等の交通系ICカードに対応した。バス利用特典サービスにも対応していた。
くにっこでは、各種障害者手帳（身体障害者手帳・療育手帳・精神障害者保健福祉手帳）の提示で運賃が半額となる。
あおやぎっこ
あおやぎっこでは、運賃は大人200円・小人100円均一。障害者・高齢者割引制度があり、障害者と70歳以上の高齢者は、本人と付き添い1名まで100円で乗車できる。あおやぎっこでは東京都シルバーパスで無料にはならないが、高齢者割引の際の年齢確認として利用可能。交通系ICカードは利用不可。

### 専用回数券
くにっこ、あおやぎっこで、それぞれに専用回数券が発売されているが、運賃体系が異なるため互換性はない。回数券は車内で販売しており、くにっこ専用回数券は立川バス上水営業所でも購入できる。
- くにっこ専用回数券
  - 210円券10枚と100円券1枚(2,200円分)で2,000円
  - 110円券10枚(1,100円分)で1,000円

- あおやぎっこ専用回数券
  - 50円券22枚綴りで1,000円[8]

回数券の表紙を5枚集めると、回数券を1冊もらえるサービスがある[8]。

## 現行路線
「くにっこ」は、国立駅北口を起終点とする2ルートが運行されており、日中時間帯にはメインとなる「北西中ルート」、朝夕時間帯には区間便「北ルート」として運行される。ルート名は全て運行区間の町名を示す（方角ではない）。

### 北西中ルート
国立駅北口を起終点として、国立市北・西・中地区を経由し、市内を大回りしてから国立駅南口へいったん戻り、市内の中南部に位置する富士見台にある国立市役所を結ぶ。くにっこ・あおやぎっこの路線のうちで最も長距離かつ広範囲を運行する。日中時間帯（9時 - 18時）、47分間隔で1日11往復を運行。「高架下駐輪場前」停留所は国立駅北口発のみ停車。
実際には経路を一周して国立駅北口へ戻る循環路線だが、国立市役所までの往路と復路で経路が異なるため、便宜上分けて記す。太字の停留所は往復ともに停車する。
- 国立駅北口 → 高架下駐輪場前 → 北二丁目 → 北福祉館 → 4号棟東 → 北市民プラザ → 北第一公園西 → 青柳都営住宅 → 都営西一丁目アパート → くにたち西児童館 → 国立西郵政宿舎 → ふれあい公園入口 → 中一丁目 → 国立駅南口 → 国立公民館 → 国立学園 → 音高 → ぶどう園西 → 学園通り → 都営西三丁目アパート → 富士見台防災センター前 → さくら通り西 → 国立郵便局 → くにたち福祉会館 → 多摩障害者センター西 → くにたち中央図書館入口 → 谷保第二公園 → 国立市役所
- 国立市役所 → 谷保第二公園 → くにたち中央図書館入口 → 多摩障害者センター西 → くにたち福祉会館 → 国立郵便局 → さくら通り西 → 都立五商南 → ぶどう園東 → 中防災センター入口 → 国立学園 → 国立公民館 → 国立駅南口 → 国立公民館 → 音大附属小学校東 → 西一丁目交差点 → 児童遊園東 → 青柳都営住宅 → 北第一公園西 → 北市民プラザ → 4号棟東 → 北福祉館 → 北二丁目 → 国立駅北口（「高架下駐輪場前」停留所は通過）

### 北ルート
北西中ルートの区間便。国立駅北口 - 北第一公園西の往復運転。国立駅と北西部にある都営団地を結ぶ。朝夕時間帯（6時45分 - 9時40分、17時40分 - 20時36分）、15分 - 32分間隔で1日17往復を運行。「高架下駐輪場前」停留所は国立駅北口発のみ停車。
- 国立駅北口 -（高架下駐輪場前）- 北二丁目 - 北福祉館 - 4号棟東 - 北市民プラザ - 北第一公園西

## 過去の路線

### 青柳・泉ルート
国立市役所 - 矢川駅入口間の経路は同一で、その先から各ルートで分岐する。太字の停留所は両ルート共通。
- 青柳コース：国立市役所 → 石神集会所入口 → 都民住宅西 → 矢川駅南 → 矢川駅入口 → 四軒在家福祉館 → 青柳福祉センター → 青柳三丁目 → 緑川西公園 → 緑川 → 緑川東公園 → 青柳一丁目 → みのわ通り入口 → 青柳福祉センター → 矢川駅入口 → 矢川駅南 → 矢川駅 → 富士見台第三団地 → 市民芸術小ホール 総合体育館前 → 国立市役所
- 泉コース：国立市役所 → 石神集会所入口 → 都民住宅西 → 矢川駅南 → 矢川駅入口 → くにたち郷土文化館 → 国立泉団地入口 → 国立操車場 → 国立泉団地 → 泉南公園 → 河川敷公園 → 泉三丁目 → ママ下湧水公園 → 四軒在家ハケ上 → 矢川三丁目 → 矢川駅入口 → 矢川駅南 → 矢川駅 → 富士見台第三団地 → 市民芸術小ホール 総合体育館前 → 国立市役所

2006年4月18日、くにっこ「青柳・泉ルート」として運行開始。国立市役所を起終点に、JR南武線矢川駅を経由し、国立市南部の多摩川（府中市・多摩市との市境）付近の青柳地区、泉地区をそれぞれ結ぶ循環路線。
運行時間帯は7時から20時で、市役所の閉庁時は市役所へ乗り入れない。1台の車両で両コースを交互に運行し、朝夕時間帯は57分間隔、日中時間帯は87分間隔で運行。
以下の停留所には、立川バス上水営業所の一般路線も乗り入れる。
- 矢川駅、くにたち郷土文化館、国立泉団地入口、国立操車場、国立泉団地、富士見台第三団地[9]

また、「国立泉団地」停留所とほぼ同位置に京王バスの「都営泉二丁目」停留所があり、中02・中03系統（京王線中河原駅行き）が乗り入れている。
2014年4月15日の最終便をもって運行休止となり、それに伴いJ23号車が廃車となった。
翌日よりワンボックスカーを使用したコミュニティワゴン「くにっこミニ」による試行運行へ移行し、2019年4月1日から本格運行が開始され「あおやぎっこ」に改称した。
2015年3月31日をもって、くにっこ青柳・泉ルートは正式に路線廃止となった。これにより、以下の停留所が廃止された。
- 石神集会所入口、都民住宅西、矢川駅南、青柳三丁目、緑川西公園、くにたち南市民プラザ、泉南公園、ママ下湧水公園、四軒在家ハケ上、矢川三丁目

### 運行開始時の路線
2003年3月8日、メインとなる「北西中ルート」と、区間便「北ルート」の2ルートで運行開始。ほぼ現行路線と同経路だが、運行開始時は国立駅の高架化前であったため、国立駅北口周辺では往路と復路で異なる経路を通っていた。

## コミュニティワゴン「あおやぎっこ」（旧称：くにっこミニ）
くにっこ青柳・泉ルート（青柳コース、泉コース）を代替する形で、2014年4月16日から国立市コミュニティワゴン「くにっこミニ」として最長3年の試行運行を開始した。
ワンボックスカーを使用し、小型バス車両でも通れない狭隘路でも運行できる乗合交通サービスとして運行開始された。地元のタクシー会社である銀星交通有限会社に運行委託している。ただし予約制のデマンドバスや乗合タクシーではなく、車両が小さいだけで定時定路線の路線バスである。小金井市の「CoCoバス・ミニ」、国分寺市の「ぶんバス北町ルート」に似た運行形態である。
2019年4月1日から本格運行に移行した。運賃は変わらず、くにっこミニの専用回数券も利用できる。名称もコミュニティワゴン「あおやぎっこ」に変更され、新車を導入し車両デザインも一新された。

### あおやぎっこの路線（現行）
- 矢川駅 → 矢川駅入口 → 武蔵野の路 → 緑川（西友青柳店前） → 矢川駅入口 → 矢川駅 → 第三団地・保健センター → 国立市役所 → 谷保第二公園 → 第三団地・保健センター → 矢川駅

### くにっこミニ時代の路線（廃止）

#### 青柳ルート
- 国立市役所 - くにたち福祉会館 - 矢川駅 - 緑川 - 矢川駅 - 国立市役所

午前中は矢川駅発着、1日15本運行。

#### 泉ルート
- 国立市役所 - くにたち福祉会館 - 矢川駅 - 河川敷公園 - 矢川駅 - くにたち福祉会館

1日13本運行。

#### 矢川・東ルート
- 矢川北アパート南 - くにたち福祉会館 - 総合医療センター南 - くにたち福祉会館 - 矢川北アパート中央

1日10本運行。

## 車両

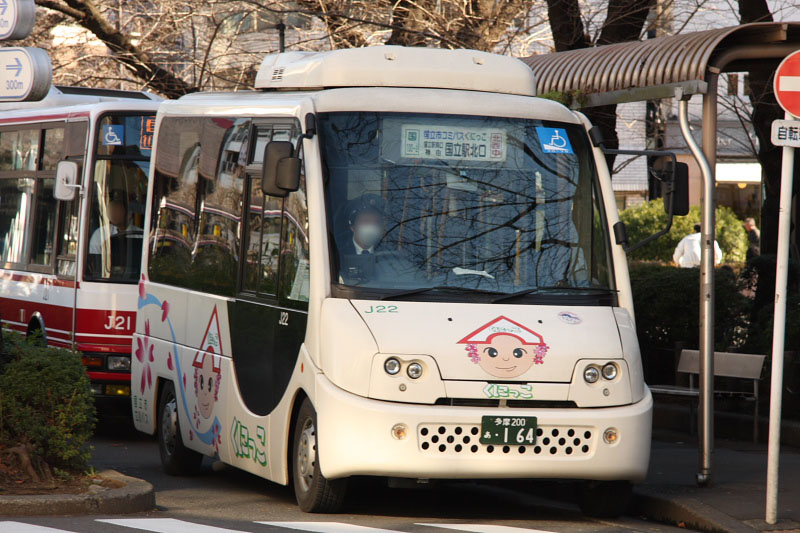
「くにっこ」の初代車両

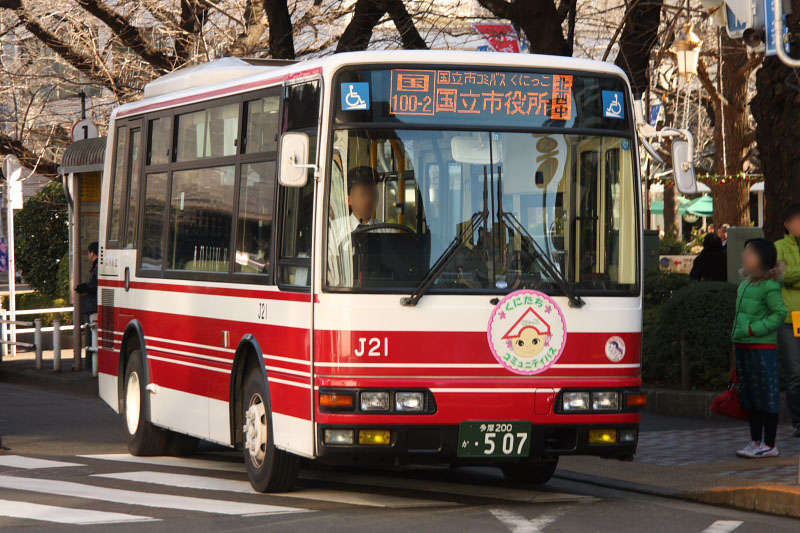
立川バスカラーの小型車による代走

### くにっこ
2003年3月から日野・ポンチョ初代（12人掛け）2台で運行開始。2006年11月に初代車両1台が2代目ポンチョに置き換えられた。
2012年1月に2代目ポンチョがもう1台追加され3台体制になった。2014年4月の青柳・泉ルート運行休止に伴い、残る1台の初代車両が廃車となった。

### くにっこミニ
トヨタ・ハイエースを使用。乗車定員は9名で進行方向右側が横向きシート、左側が前向きシートで、最後尾は車椅子用リフトが格納されている。

### あおやぎっこ
トヨタ・ハイエースを使用。乗車定員は10名。本格運行移行に伴い、新デザインの専用車両が導入された。